# Mount Pisgah, Antarktis
Mount Pisgah är ett berg i Antarktis. Det ligger i Sydshetlandsöarna. Argentina, Chile och Storbritannien gör anspråk på området. Toppen på Mount Pisgah är 2 114 meter över havet, eller 33 meter över den omgivande terrängen. Bredden vid basen är 0,85 km. Mount Pisgah ingår i Imeon Range.
Terrängen runt Mount Pisgah är huvudsakligen bergig, men åt sydost är den kuperad. Trakten är obefolkad. Det finns inga samhällen i närheten. 